# Институт истории естествознания и техники имени С. И. Вавилова РАН
Институ́т исто́рии естествозна́ния и те́хники им. С. И. Вави́лова РАН (ИИЕТ РАН) — научное учреждение при Президиуме Российской академии наук. Полное наименование — Федеральное государственное бюджетное учреждение науки Институт истории естествознания и техники им. С. И. Вавилова Российской академии наук.

## История
В 1921 году в Российской академии наук под председательством В. И. Вернадского была создана «Комиссия по изучению истории, философии и техники», переименованная в Комиссию по истории знаний (КИЗ).
С 1930 года председателем комиссии стал Н. И. Бухарин.

### Институт истории науки и техники (ИИНТ)
28 февраля 1932 года на базе КИЗ был создан Институт истории науки и техники, а Бухарин назначен его первым директором. Позднее учреждение возглавляли А. А. Максимов, Б. Г. Кузнецов и В. В. Осинский-Оболенский (1935—1937). Институт был ликвидирован 5 февраля 1938 года, после объявления его «центром антисоветского заговора».

### Института истории естествознания и техники (ИИЕТ)
22 ноября 1944 года вышло Постановление СНК СССР об организации Института истории естествознания. В феврале 1945 года начал работать Институт в составе Отделения истории и философии АН СССР.
С 5 сентября 1953 года, после вхождения в его состав Комиссии по истории техники, было утверждено новое название — Институт истории естествознания и техники(Постановление Президиума АН СССР № 541) и было создано Ленинградское отделение института.
В 1970-х годах ленинградское отделение ИИЕТ находилось под угрозой закрытия и перевода в состав института общественных наук при Ленинградском обкоме КПСС. Благодаря вмешательству учёных (в том числе В. Д. Есакова — руководителя Сектора истории советской культуры Института истории СССР) это отделение было оставлено.
С 1991 года институт носит имя академика Сергея Ивановича Вавилова.

## Руководство
Директора по году назначения:
КИЗ (ИИНТ) АН СССР
- 1930 — акад. Н. И. Бухарин
- д.филос.н. Б. Г. Кузнецов
- акад. В. В. Оболенский, до 1938.

ИИЕ АН СССР
- 1944 — акад. В. Л. Комаров

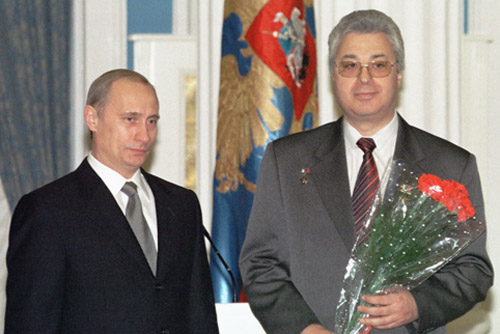
В. В. Путин и Ю. М. Батурин (2001)

- 1946 — член-корр. АН СССР Х. С. Коштоянц

ИИЕТ АН СССР
- 1953 — акад. А. М. Самарин
- 1955 — д.филос.н. И. В. Кузнецов, и. о.
- 1956 — д.х.н. Н. А. Фигуровский
- 1962 — акад. Б. М. Кедров
- 1974 — член-корр. АН СССР С. Р. Микулинский
- 1987 — акад. В. С. Стёпин
- 1988 — член-корр. РАН Н. Д. Устинов

ИИЕТ РАН
- 1992 — д.филос.н. Б. И. Козлов
- 1993 — д.э.н. В. М. Орёл
- 2004 — д.т. н. А. В. Постников
- 2009 — д.т. н. В. П. Борисов, и. о.
- 2010 — член-корр. РАН Ю. М. Батурин
- 2015 — к.т. н. Д. Ю. Щербинин
- 2021 — д.и.н. Р. А. Фандо

## Структура
Филиалы
- Санкт-Петербургский филиал (СПбФ ИИЕТ РАН; руководители: Б. В. Федоренко (1953—1955), д.б.н. П. П. Перфильев (1956—1962), д.и.н. А. В. Кольцов (1963—1966, 1972—1973), д.филос.н. Ю. С. Мелещенко (1967—1972), д.м.н. Н. А. Толоконцев (1973—1975), д.филос.н. Б. И. Иванов (1975—1978), к.т. н. Э. П. Карпеев (1978—1987), д.филос.н А. И. Мелуа (1987—1995), д.филос.н. Э. И. Колчинский (1995—2015), с 2015 года — к.соц.н. Н. А. Ащеулова)[6].
- С 2010 года в качестве филиала входит Выставочный центр РАН. Центр занимается подготовкой и проведением экспозиций завершённых работ учреждений РАН и результатов наиболее интересных фундаментальных исследований на российских и международных выставках в России, а также выставок работ Российской академии наук и экспозиций РАН на зарубежных выставках, организуемых Министерствами и ведомствами Российской Федерации, зарубежными фирмами и организациями.

Журналы
- с 1980 «Вопросы истории естествознания и техники» (ВИЕТ)
- 1999—2004 «Науковедение», «Историко-биологические исследования» (с 2009 года, ежеквартальный), ежегодники — «Историко-математические исследования» (с 1948 года), «Исследования по истории физики и механики» (с 1986 года), «Историко-астрономические исследования» (с 1955 года).

Советы

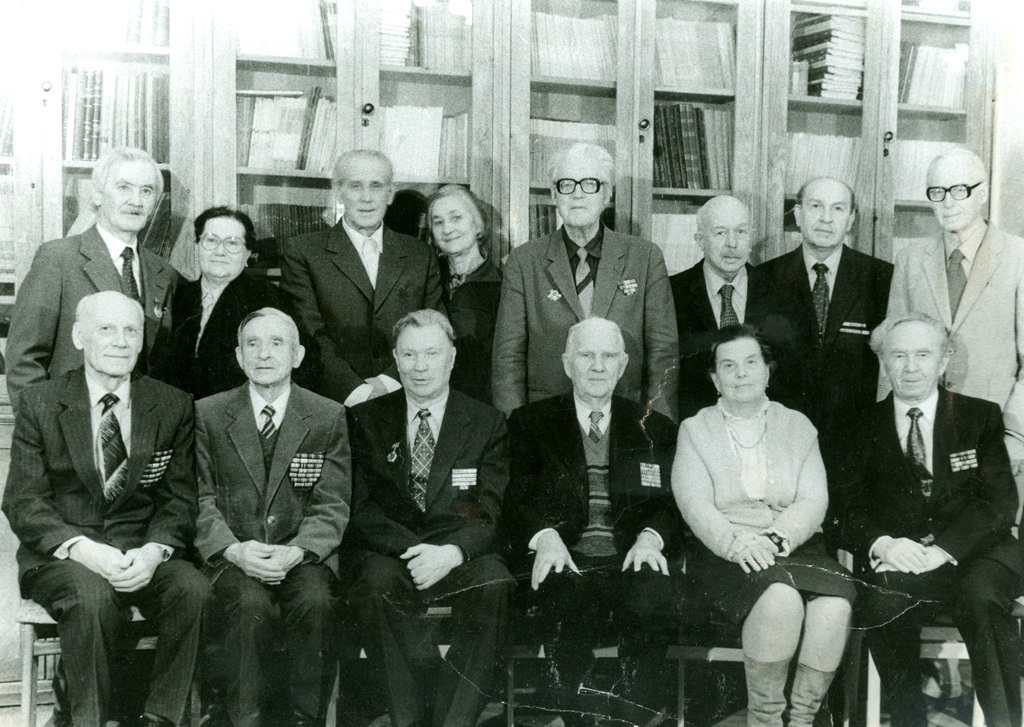
Ветераны войны ИИЕТ РАН, 1995

В институте действует несколько диссертационных советов по специальности «история науки и техники».
ИИЕТ проводит ежегодные конференции по истории науки и техники в Москве и Санкт-Петербурге. При институте постоянно работает несколько Общемосковских семинаров — по истории астрономии, по истории физики и механики, по истории Советского атомного проекта.
Учёным советом и Советом молодых учёных ИИЕТ РАН в 2004 году была учреждена «Премия памяти Алексея Каримова», которой награждаются молодые учёные института за значимый вклад в изучение истории естествознания и техники.
Отделы
- Отдел истории техники и технических наук
- Отдел истории физико-математических наук
- Центр истории организации науки и науковедения (ЦИОНН)
- Экологический центр
- Центр истории социо-культурных проблем науки и техники
- Отдел историографии и источниковедения истории науки и техники
- Отдел методологических и социальных проблем развития науки
- Отдел истории химико-биологических наук
- Отдел истории наук о Земле
- Кафедра истории науки и техники
- Редакция журнала «Вопросы истории естествознания и техники»
- Лаборатория научно-прикладной фотографии и кинематографии
- Центр виртуальной истории науки и техники (ЦВИНиТ)
- Проблемная группа изучения Центральной Азии — музей П. К. Козлова
- Социолого-науковедческий центр
- Сектор истории академии наук и научных учреждений
- Сектор истории эволюционной теории и экологии
- Сектор истории технических наук и инженерной деятельности

## Мероприятия
- Годичная конференция ИИЕТ РАН — ежегодная конференция по истории науки[7].
- История науки: Источники, памятники, наследие
- Международная научная конференция «Инженерные технологии и информатика»
- Международная научно-практическая конференция «История науки и техники. Музейное дело»
- Всероссийская научно-практическая конференции с международным участием «Устойчивое развитие горных территорий: история и предпосылки оптимизации природопользования».

## Известные сотрудники
См. Сотрудники ИИЕТ РАН